# Schneesportkarte (Landeskarte der Schweiz)

Skiroutenkarte «264 Jungfrau» von 1956

Skiroutenkarte «255 S Sustenpass» von 1984

Die Schweizer Schneesportkarten im Massstab 1:50'000 werden vom Bundesamt für Landestopografie in Zusammenarbeit mit dem Schweizer Alpen-Club (SAC) herausgegeben. Die 33 Kartenblätter decken den gesamten Schweizer Alpenraum ab und werden auf wasser- und reissfestes Papier gedruckt. Zusätzlich sind sie digital über die Swisstopo-App abrufbar.
Skitourenrouten sind rot eingetragen und nummeriert, Schneeschuhrouten dagegen blau. Zudem enthalten die Karten Informationen zu Schutzgebieten, zu Hangneigungen über 30° sowie zu Skianlagen und Haltestellen des öffentlichen Verkehrs.

## Geschichte
Ab 1863, dem Gründungsjahr des SAC, boten Exkursionskarten den Alpinisten gutes Kartenmaterial für Bergexpeditionen. Die damaligen Siegfriedblätter stellten Fels- und Geröllflächen sowie die Höhenkurven genauer dar als die früheren Dufourkarten. Die vermutlich erste Skiroutenkarte wurde 1904 von einem privaten Verlag publiziert: Auf dem Blatt «Zweisimmen – Gemmi» im Massstab 1:50'000 waren von Hand mit rotem Stift mehrere Routen über Pässe und Gipfel eingetragen. 1912 gab der Verlag Kümmerly+Frey seine erste Skikarte mit Skitouren des Berner Oberlands im Massstab 1:75'000 heraus. Der SAC gab ab 1924 eigene Skitourenführer heraus, der Schweizerische Skiverband (SSV) folgte 1933 mit dem «Offiziellen Skitourenführer der Schweiz».
1950 publizierte die Landestopografie mit den Blättern «283 Arolla» und «262 Rochers de Naye» ihre ersten beiden Skiroutenkarten auf Grundlage der Landeskarte im Massstab 1:50'000. Die Routen waren darauf mit roten Linien eingezeichnet. Im Januar 1951 unterzeichneten die Landestopografie und der Skiverband einen Vertrag, mit dem sich die Landestopografie zur Herstellung von Skiroutenkarten und der SSV zur Lieferung der Vorlagen und des Textes auf der Rückseite verpflichteten. 1979 wurde der Vertrag erneuert.
Bei der 1977 erschienenen neuen Serie der Skiroutenkarten erhielten die Kartennummern den Zusatz «S», um sie von normalen Landeskarten und von den Wanderkarten zu unterscheiden. Ausserdem wurden erstmals die Routennummern aus den SAC-Führern übernommen sowie Postautolinien berücksichtigt. Absolute Schutzgebiete wurden mit einem roten Flächenton gekennzeichnet. 1999 erschien mit der Publikation des Blattes «259 S Passo del Bernina» die letzte Erstausgabe. 2000 erfolgte die Umbenennung in Skitourenkarten, später in Schneesportkarten. Seit 2005 ist der SAC neuer Vertragspartner von Swisstopo bei der Herausgabe dieser Karten.